# Islote Plano
Die Islote Plano (spanisch für Flache Insel) ist eine kleine Insel im Archipel der Südlichen Shetlandinseln. Sie liegt südöstlich der Islote Trapecio in der Ivaylo Cove an der Ostküste von Snow Island.
Argentinische Wissenschaftler benannten sie deskriptiv.